# 植木伴子
植木 伴子（うえき ともこ、7月29日 - ）は、大分放送（OBS）の元アナウンサー。愛称はバンバン。

## 略歴
大分県大分市出身。1973年（昭和48年）4月1日に大分放送に入社。同じくOBSアナウンサーの西村敏雄（愛称：ビンビン）とのビンビン・バンバンのコンビで出演したラジオ番組『ナウナウナウ大行進』等で人気を集めた。
大分放送を退社後、福岡県福岡市に在住し、フリーアナウンサーとして活動。RKB毎日放送の『今日感テレビ』等に出演した。

## 出演番組
特記しないものは大分放送の番組。

### ラジオ
- ナウナウナウ大行進[2]
- ゆめいろの時[1]
- ビンビン・バンバンのハッピーサンデー[1]
- あの店この店うまい店[1]

### テレビ
- ワイド5（RKB毎日放送）
- 今日感テレビ（RKB毎日放送）
- 探検!九州（RKB毎日放送）[5]